# Міха Довжан
Міха Довжан (22 січня 1994 , Єсениці ) — словенський біатлоніст. Учасник зимових Олімпійських ігор 2018.

## Результати за кар'єру
Усі результати наведено за даними Міжнародного союзу біатлоністів.

### Олімпійські ігри
| Змагання                        | Інд. перегони | Спринт | Перегони пер. | Мас-старт | Естафета | Змішана ес. |
| Олімпійські ігри 2018 Пхьончхан | 35            | 53     | 59            | -         | 10       | -           |

### Чемпіонати світу
| Змагання                  | Інд. перегони | Спринт | Перегони пер. | Мас-старт | Естафета | Змішана ес. | Од. змішана ес. |
| ------------------------- | ------------- | ------ | ------------- | --------- | -------- | ----------- | --------------- |
| Осло 2016                 | 43            | 71     | —             | —         | 17       | —           | Не пров.        |
| Гохфільцен 2017           | 50            | 64     | —             | —         | 18       | 18          | Не пров.        |
| Естерсунд 2019            | 71            | 62     | —             | —         | 5        | 25          | —               |
| Антгольц-Антерсельва 2020 | 64            | 63     | —             | —         | 5        | —           | —               |
| Поклюка 2021              | 23            | 25     | 23            | 18        | 8        | —           | —               |

### Кубки світу
- Найвище місце в загальному заліку: 49-те 2021 року.
- Найвище місце в окремих перегонах: 17-те.

#### Підсумкові місця в Кубку світу за роками
| Сезон     | Заг. залік | Спринт | Перегони пер. | Інд. перегони | Мас-старт |
| 2016-2017 | 97         | 81     | -             | -             | -         |
| 2017-2018 | 65         | 79     | 74            | 30            | -         |
| 2018-2019 | 80         | 67     | 77            | -             | -         |
| 2019-2020 | 83         | -      | 58            | -             | -         |
| 2019-2020 | 49         | 59     | 40            | 45            | 34        |